# Anděl (kráter)
Anděl je měsíční kráter nacházející se na přivrácené straně Měsíce v centrálním pohoří. Leží severoseverozápadně od kráteru Abulfeda. Přibližně 85 km východoseverovýchodně od okraje Anděla se nachází místo přistání americké vesmírné mise Apollo 16. Kráter Anděl má průměr 33 km, pojmenován je podle českého astronoma Karla Anděla. Jižní val kráteru je otevřen.

## Satelitní krátery

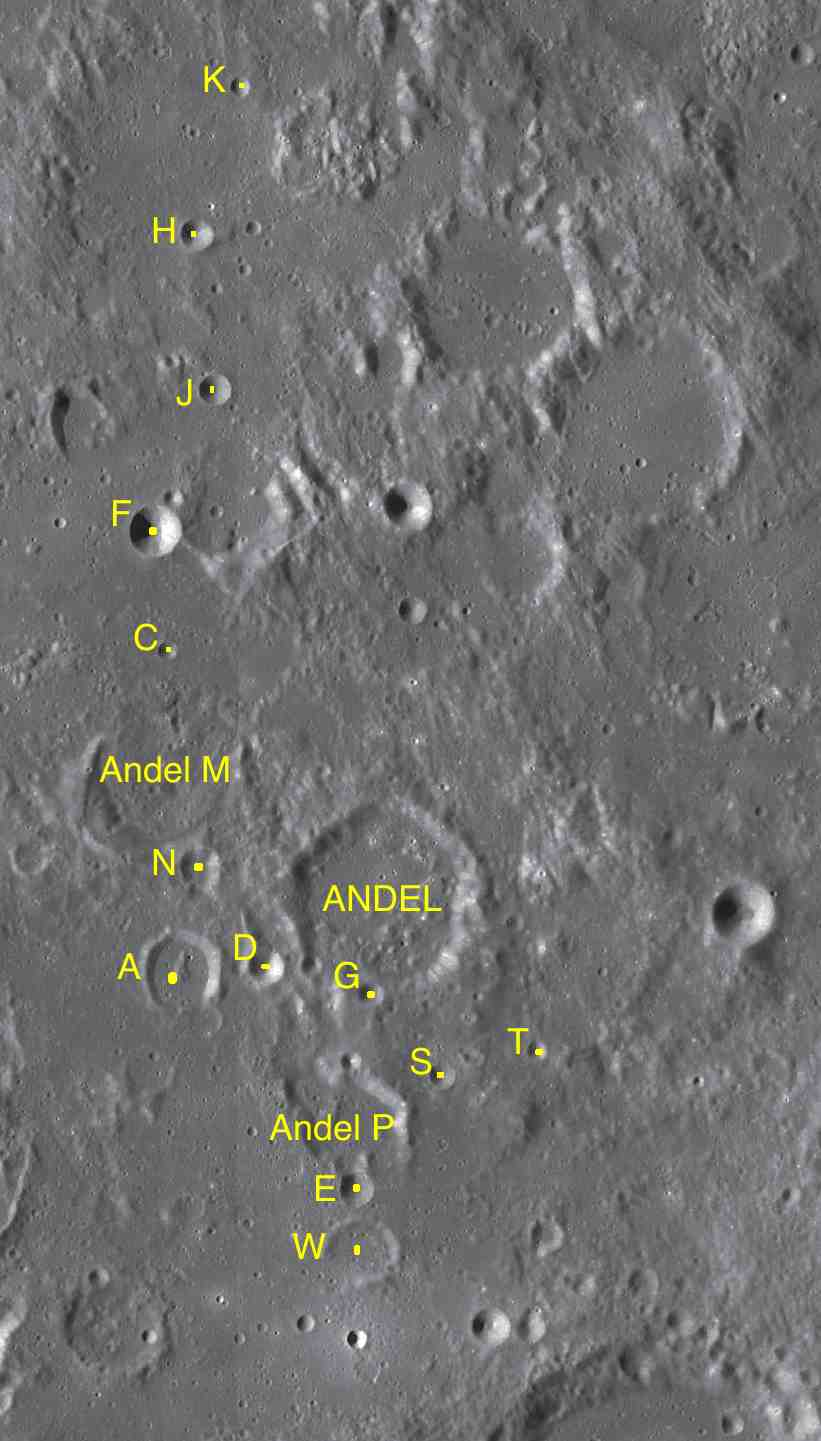
Poloha kráteru Anděl

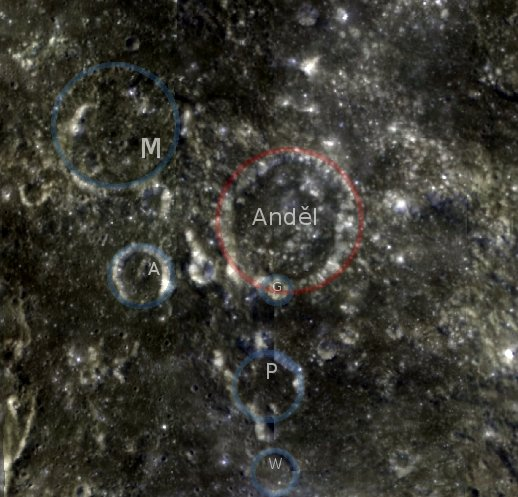
Kráter Anděl a okolí.

V okolí kráteru se nachází několik menších kráterů. Ty byly označeny podle zavedených zvyklostí jménem hlavního kráteru a velkým písmenem abecedy.
| Anděl | Sel. šířka | Sel. délka | Průměr |
| ----- | ---------- | ---------- | ------ |
| A     | 10.8° J    | 11.3° V    | 14 km  |
| C     | 9.0° J     | 11.2° V    | 3 km   |
| D     | 10.8° J    | 11.7° V    | 6 km   |
| E     | 12.0° J    | 12.2° V    | 6 km   |
| F     | 8.3° J     | 11.1° V    | 9 km   |
| G     | 11.0° J    | 12.4° V    | 4 km   |
| H     | 6.7° J     | 11.3° V    | 6 km   |
| J     | 7.5° J     | 11.4° V    | 6 km   |
| K     | 5.8° J     | 11.6° V    | 4 km   |
| M     | 9.7° J     | 11.1° V    | 27 km  |
| N     | 10.2° J    | 11.4° V    | 8 km   |
| P     | 11.6° J    | 12.3° V    | 19 km  |
| S     | 11.4° J    | 12.7° V    | 4 km   |
| T     | 11.2° J    | 13.3° V    | 4 km   |
| W     | 12.4° J    | 12.3° V    | 12 km  |